# Маккорд, Кэтрин
Кэ́трин МакКорд (англ. Catherine McCord; 10 мая 1974, Луисвилл, Кентукки, США) — американская актриса, фотомодель, журналистка, телеведущая и блогер.

## Биография
Кэтрин МакКорд родилась 10 мая 1974 года в Луисвилле (штат Кентукки, США) в семье адвоката Джона МакКорда и его жены Сьюзан МакКорд. Она выросла в Индиан-Хиллзе
Начала карьеру в качестве фотомодели в 1987 году. В 1997—2011 года снялась в 17 фильмах и телесериалах. Также она является журналистской-блогером.
Замужем за продюсером Джонатаном Гордоном. У супругов есть трое детей: сын Кенья Гордон (род. 26.02.2007) и две дочери — Хлоя Гордон (род. 20.03.2009) и Джемма Гордон (род. в августе 2015).

## Избранная фильмография
| Год  |    | Русское название         | Оригинальное название | Роль                     |
| ---- | -- | ------------------------ | --------------------- | ------------------------ |
| 1997 | с  | Нед и Стейси             | Ned & Stacey          | модель в чёрном          |
| 2000 | с  | Опять и снова            | Once and Again        | Грета                    |
| 2003 | ф  | Застрял в тебе           | Stuck on You          | бегунья                  |
| 2004 | ф  | Модная мамочка           | Raising Helen         | модель Лола              |
| 2005 | с  | Два с половиной человека | Two and a Half Men    | Даниэль                  |
| 2005 | ф  | Цена измены              | Derailed              | регистратор Эйвери Прайс |
| 2006 | с  | Джоуи                    | Joey                  | женщина                  |
| 2006 | ф  | Второй шанс              | Gridiron Gang         | девушка в машине         |
| 2007 | мс | Пандемия                 | Pandemic              | Хелен Грунер             |
| 2007 | ф  | Смерть в эфире           | Live!                 | Крисси                   |
| 2009 | ф  | Отель для собак          | Hotel for Dogs        | Матильда Фроманн         |
| 2011 | ф  | Красный штат             | Red State             | репортёр новостей        |